# Nacewicze
Nacewicze (biał. Нацавічы; ros. Нацевичи) – wieś na Białorusi, w obwodzie grodzieńskim, w rejonie mostowskim, w sielsowiecie Gudziewicze.
Należały do ekonomii grodzieńskiej. W dwudziestoleciu międzywojennym leżały w Polsce, w województwie białostockim, w powiecie grodzieńskim, w gminie Gudziewicze.
Według Powszechnego Spisu Ludności z 1921 roku wieś zamieszkiwało 112 osób, 108 było wyznania rzymskokatolickiego a 4 prawosławnego. Wszyscy mieszkańcy zadeklarowali polską przynależność narodową. Były tu 24 budynki mieszkalne.
Miejscowość należała do parafii rzymskokatolickiej w Wielkich Ejsymontach i parafii prawosławnej w Gudziewiczach.
Podlegała pod Sąd Grodzki w Indurze i Okręgowy w Grodnie; właściwy urząd pocztowy mieścił się w Gudziewiczach.